# Begudes alcohòliques coreanes
La cultura coreana té gran varietat de begudes alcohòliques tradicions alcohòliques, moltes de les quals són anomenades terme sino-coreà ju (hangul: 주; hanja: 酒).
En Jewang ungi, un llibre d'història escrit en 1287 durant la Dinastia Goryeo, apareix un mite quant a l'origen de les begudes alcohòliques. Una vegada hi havia un rei que gaudí usant l'alcohol per a temptar una dona a voler tenir molts fills. Quan el seu fill va nàixer, li van dir Sul. La paraula sul (hangul: 술), referint-se a les begudes alcohòliques, ve d'una combinació de les paraules "su" (hangul: 수; hanja: 水) i "bul" (hangul: 불), significant "aigua" i "foc", respectivament. És a dir, l'"aiguafoc" es va originar a partir de l'ebullició de líquid. Cal assenyalar que es tracta d'etimologia popular, en el millor cas.